# 李脩 (北魏)
李脩（？—？），字思祖，阳平郡馆陶县（今河北省馆陶县）人，北魏时期医家。
李脩的父亲李亮在彭城与沙门僧坦研习众方，以针灸、中药为人治病。李脩从小受父亲影响，医术超过其父。入宫为魏孝文帝和文明太后治过病，多有疗效。李脩兄李元孙以功赐爵义平子，拜奉朝请。李脩来到平城（今山西省大同市北），历位中散令，因治病有功，赐爵下蔡子，任给事中。太和年间，常在宫中供职。魏孝文帝和文明太后有病，李脩侍针药，多有疗效。赏赐累加，车服第宅，号为鲜丽。招集学士及善书写者百余人，在东宫主编《诸药方》百余卷，流行于世。当时咸阳公高允虽年且百岁，气力尚康，孝文帝、文明太后命李脩诊视。李脩上奏，高允脉竭气微，大命无远。不久高允果然去世。迁都洛阳後，为前军将军，领太医令。死后赠威远将军、青州刺史。子李天授，袭爵下蔡子。任汶阳令。医术又不及父。

## 延伸阅读
[在维基数据编辑]
 《魏書/卷91》，出自魏收《魏书》